# HD 14622
Désignations
HD 14622 est une étoile, de la constellation d'Andromède. Elle est faiblement visible à l'œil nu dans de bonnes conditions de visibilité, ayant une magnitude apparente de 5,81. L'étoile présente une parallaxe annuelle de 20,87 mas mesurée par le satellite Gaia, ce qui indique qu'elle est située à 156 années-lumière de la Terre. Elle s'en rapproche avec une vitesse radiale héliocentrique de −35 km/s et devrait se rapprocher au maximum à une distance de 96 années-lumière dans environ 812 000 ans.

## Caractéristiques
Le type spectral de HD 14622 est F0 III-IV, montrant un spectre mixte d'une sous-géante et d'une étoile géante en évolution. Cela suggère qu'il s'agit d'une étoile de masse intermédiaire qui a épuisé son hydrogène de son noyau et qui est en expansion. Elle est soupçonnée d'être légèrement variable, mais cela n'a pas été prouvé de manière concluante. Elle est âgée d'environ 890 millions d'années et elle sa masse est de 1,69 M☉. L'étoile est huit fois plus lumineuse que le Soleil et sa température effective est d'environ 7 000 K.